# Yater
Yater (Arabe: ياطر) est une municipalité libanaise localisée dans le district de Bint-Jbeil. Elle est située à 112 kilometres de Beyrouth.
Edward Henry Palmer (en) a écrit que le nom de Yater vient d'un nom propre.

## Histoire
Le village marquait autrefois l'étendue la plus septentrionale de la colonie juive à leur retour d'exil babylonien au 4e siècle avant notre ère, et est mentionné dans la mosaïque de Rehob du 3e siècle.